# Timidez

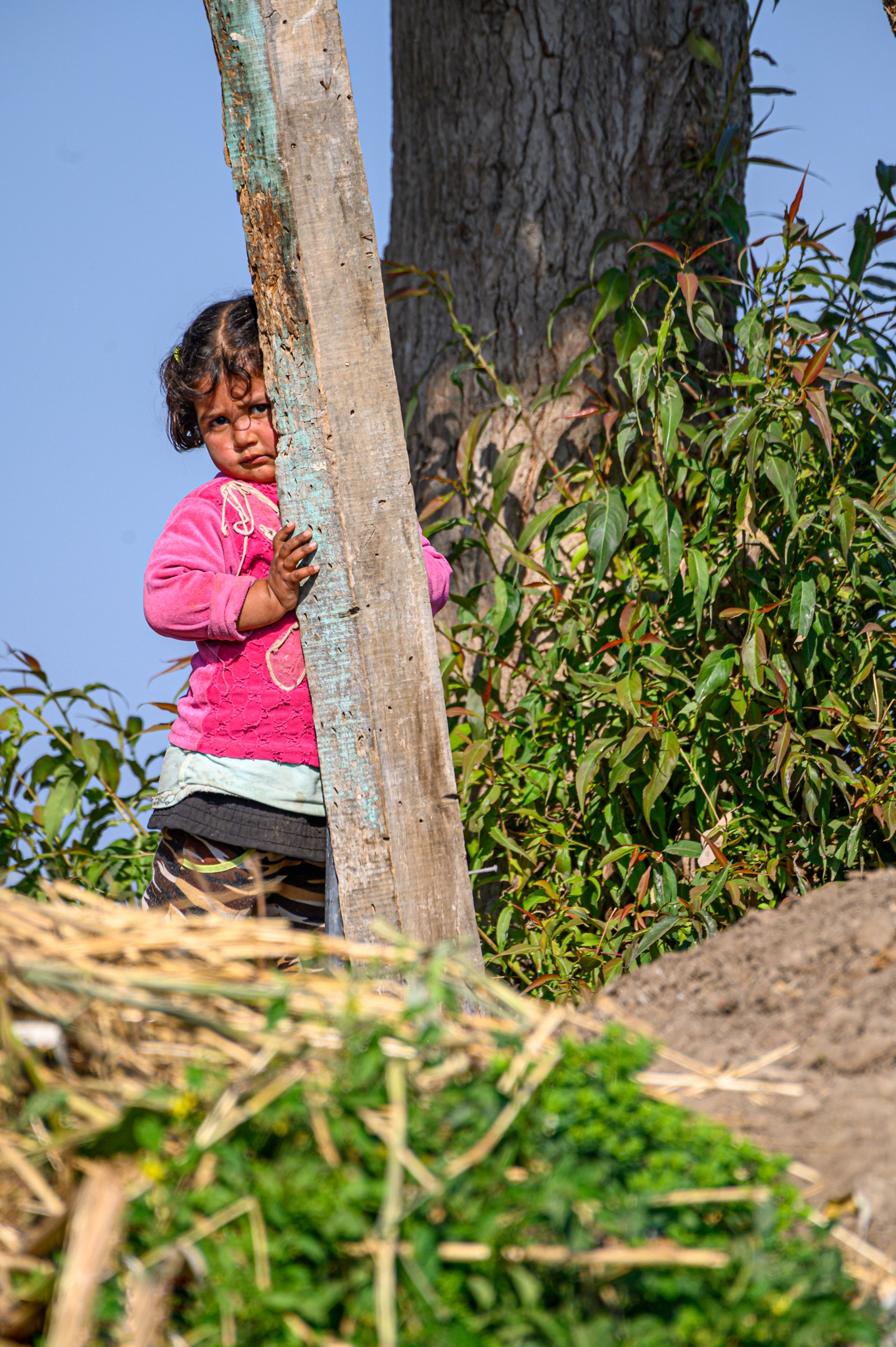
Una niña tratando de esconderse detrás de un poste de madera para evitar que la miren.

La timidez es un estado de ánimo que afecta a las relaciones personales. Se considera una pauta de comportamiento que limita el desarrollo social de quienes la experimentan dentro de su vida cotidiana.
No es una enfermedad, aunque si no se controla o modera puede llegar a ser patológico. 
Se considera incorrecto tipificar como enfermedad la timidez, llamándola fobia social según la clasificación DSM-IV. Aunque algunos han malinterpretado el DSM-IV asegurando que declara como trastorno el incumplimiento terapéutico, en dicho manual únicamente se incluye en un anexo final, dentro de los «Problemas adicionales que pueden ser objeto de atención clínica».
También se le conoce como pena en países como Colombia, El Salvador, México, Panamá y Venezuela, por lo que a las personas afectadas se les califica como penosos.

## Descripción
Hay diversas teorías sobre el origen de la timidez.

### Teoría de Zimbardo

Jean-Jacques Rousseau famoso por la frase: "el hombre en estado de naturaleza es tímido".

Para el terapeuta e investigador Philip Zimbardo, es un estado de incomodidad causado por la expectativa de posibles consecuencias negativas de las relaciones con otros. Zimbardo distingue un "tímido público" y un "tímido privado", y afirma que el "tímido público" se adapta a la vida social y participa de ella aunque la sufre, mientras que el "tímido privado" tiene grandes dificultades para interactuar. Uno logra adaptarse y controlar el malestar, mientras que el otro no. [cita requerida]
La tendencia suele ser que el tímido sobrevalore y tema el resultado de la opinión que otros tengan sobre él o sus acciones, lo que detona un círculo vicioso de ansiedad e inhibición que tienden a crecer si no se resuelve la causa de la reacción o si no marca una distancia prudencial con el estímulo o agente.

### Teoría de Yagosesky
Para Renny Yagosesky, escritor y orientador conductual, la timidez puede entenderse como una condición innata predisponente a la introversión social, o como una respuesta psicofísica aprendida, de intensidades variables, asociada con la expectativa de evaluación social negativa. Se manifiesta con cambios cognitivos, afectivos y conductuales, y que tiene como características asociadas, ansiedad, incomodidad vincular, estrés, inhibición expresiva, y tendencia a contactos interpersonales erráticos. Cuando es intensa o muy frecuente, suele estar acompañada de alteraciones psicosomáticas. [cita requerida]

### Teoría de Goleman
Daniel Goleman, en su libro Inteligencia emocional, se refiere a la timidez como producto posible de una disposición neuronal innata muy particular en los lóbulos prefrontales, que generarían una especie de sensibilidad alterada en un porcentaje de 16 % en los sujetos con esta configuración. Afirma, sin embargo, que la mayoría de los aspectos asociados con la timidez son adquiridos socialmente. [cita requerida]

### Teoría innatista
Una visión neurológica afirma que la timidez puede surgir y sostenerse por la modificación cerebral que causa la repetición de un comportamiento. Esto indicaría que pensamientos, emociones y hábitos reconfiguran áreas de nuestro cerebro y condicionan ya neurológicamente nuestras conductas futuras.
Una de las formas más comunes de timidez es la que aparece frente a grupos, y que es conocida como "miedo escénico". [cita requerida]

## Conceptos

### Comparada con la introversión
El término timidez puede implementarse como un término general para una familia de aflicciones relacionadas y parcialmente superpuestas, que incluyen timidez (aprensión a conocer gente nueva), timidez y desconfianza (renuencia a afirmarse), aprensión y anticipación ( miedo general a una posible interacción) o intimidación (relacionada con el objeto del miedo en lugar de la baja confianza de uno). La timidez aparente, tal como la perciben los demás, puede ser simplemente la manifestación de reserva o introversión, un rasgo de carácter que hace que un individuo evite voluntariamente el contacto social excesivo o sea brusco en la comunicación, pero que no está motivado ni acompañado de incomodidad, aprensión o falta de confianza. La introversión comúnmente se confunde con la timidez. Sin embargo, la introversión es una preferencia personal, mientras que la timidez surge de la angustia.
Más bien, según el profesor de psicología Bernardo J. Carducci, los introvertidos "eligen" evitar situaciones sociales porque no obtienen ninguna recompensa de ellas o pueden encontrar abrumador el exceso de información sensorial, mientras que las personas tímidas pueden temer tales situaciones. Las investigaciones que utilizan técnicas estadísticas de análisis factorial y correlación han encontrado que la timidez se superpone levemente tanto con la introversión como con el neuroticismo (es decir, la emocionalidad negativa). La baja aceptación social de la timidez o la introversión puede reforzar la baja autoconfianza de un individuo tímido o introvertido.
Tanto la timidez como la introversión pueden manifestarse externamente con comportamientos socialmente retraídos, como tendencias a evitar situaciones sociales, especialmente cuando no son familiares. Diversas investigaciones sugieren que la timidez y la introversión poseen fuerzas motivacionales claramente distintas y conducen a reacciones personales y de pares singularmente diferentes y, por lo tanto, no pueden describirse como teóricamente iguales. con Quiet (2012) de Susan Cain (2012), que discerne aún más la introversión como algo que implica ser socialmente diferente ( preferir interacciones uno a uno o en grupos pequeños) en lugar de ser "antisocial" por completo.
Las investigaciones sugieren que ninguna respuesta fisiológica única, como un aumento de los latidos del corazón, acompaña al comportamiento socialmente retraído en situaciones sociales familiares en comparación con las desconocidas. Pero la insociabilidad conduce a una menor exposición a situaciones sociales desconocidas y la timidez provoca una falta de respuesta en tales situaciones, lo que sugiere que la timidez y la insociabilidad afectan dos aspectos diferentes de la sociabilidad y son rasgos de personalidad distintos. Además, diferentes culturas perciben la insociabilidad y la timidez de diferentes maneras, lo que lleva a sentimientos individuales de autoestima positivos o negativos. Las culturas colectivistas ven la timidez como un rasgo más positivo relacionado con el cumplimiento de los ideales del grupo y el autocontrol, mientras que perciben negativamente el aislamiento elegido (comportamiento introvertido) como una amenaza a la armonía del grupo; y debido a que la sociedad colectivista acepta la timidez y rechaza la insociabilidad, los individuos tímidos desarrollan una autoestima más alta que los individuos introvertidos. Por otro lado, las culturas individualistas perciben la timidez como una debilidad y un defecto de carácter, mientras que los rasgos de personalidad insociables (preferencia por pasar tiempo solo) se aceptan porque defienden el valor de la autonomía; en consecuencia, las personas tímidas tienden a desarrollar una baja autoestima en las culturas occidentales, mientras que las personas insociables desarrollan una alta autoestima.

### Comparada con la fobia social (trastorno de ansiedad social)
Un caso extremo de timidez se identifica como una enfermedad psiquiátrica, que hizo su debut como fobia social en el DSM-III en 1980, pero luego fue descrita como rara. Sin embargo, en 1994, cuando se publicó el DSM-IV, se le dio un segundo nombre alternativo entre paréntesis (trastorno de ansiedad social) y ahora se decía que era relativamente común y afectaba entre el 3 y el 13 %. de la población en algún momento de su vida. Los estudios que examinaron a adolescentes tímidos y estudiantes universitarios encontraron que entre el 12 y el 18 % de las personas tímidas cumplen con los criterios del trastorno de ansiedad social.
La timidez afecta levemente a las personas en situaciones sociales desconocidas en las que uno siente ansiedad al interactuar con gente nueva. El trastorno de ansiedad social, por otro lado, es un fuerte miedo irracional a interactuar con personas o a estar en situaciones que puedan implicar el escrutinio público, porque uno se siente demasiado preocupado por ser criticado si uno se avergüenza. Los síntomas físicos de la fobia social pueden incluir rubor, dificultad para respirar, temblores, aumento del ritmo cardíaco y sudoración; en algunos casos, estos síntomas son lo suficientemente intensos y numerosos como para constituir un ataque de pánico. La timidez, por otro lado, puede incorporar muchos de estos síntomas, pero con menor intensidad, con poca frecuencia y no interfiere enormemente con la vida normal.

### Inhibición social versus conductual
También se dice que aquellos considerados tímidos están socialmente inhibidos. La inhibición social es la limitación consciente o inconsciente por parte de una persona de una conducta de carácter social. En otras palabras, la inhibición social se frena por razones sociales. Existen diferentes niveles de inhibición social, desde leve hasta grave. Estar inhibido socialmente es bueno cuando evita que uno dañe a otro y malo cuando hace que uno se abstenga de participar en las discusiones.
La inhibición del comportamiento es un temperamento o estilo de personalidad que predispone a una persona a volverse temerosa, angustiada y retraída en situaciones nuevas. Este estilo de personalidad se asocia con el desarrollo de trastornos de ansiedad en la edad adulta, particularmente el trastorno de ansiedad social.

## Tratamiento

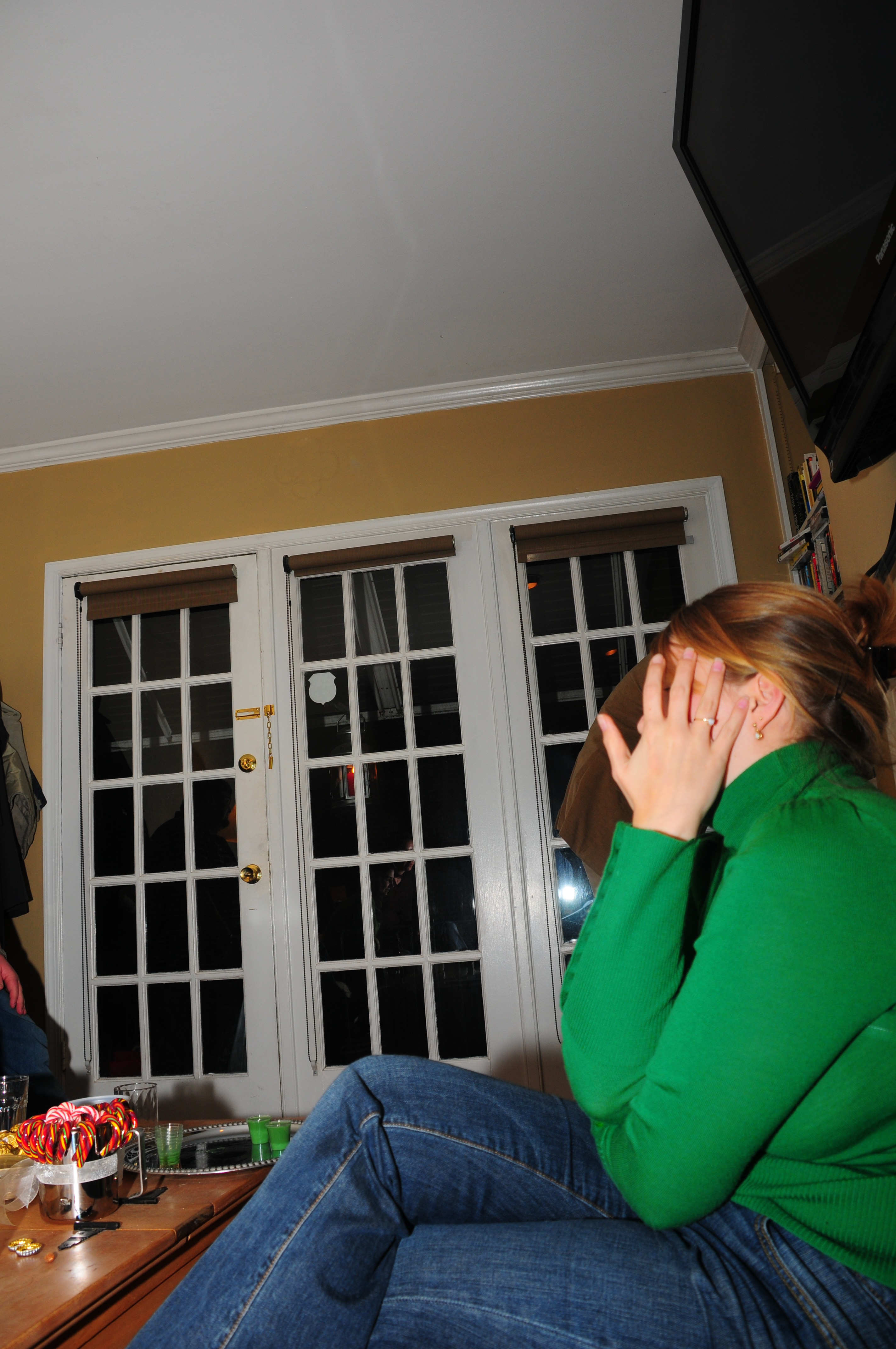
Una mujer tapando su cara con su mano.

Se puede recurrir a tratamiento cuando la timidez se experimenta de forma frecuente y promueve una alteración de la normalidad del funcionamiento del sujeto y le impide mantener relaciones sociales abiertamente, mostrar todo su potencial, tomar decisiones, decir lo que piensa y otras acciones en un entorno donde estén involucradas muchas personas.
El tratamiento puede ser diverso, y va desde el entrenamiento de autoayuda con autoobservación y fijación gradual de nuevas conductas hasta la medicación reductora de la actividad ansiogénica del sistema simpático. [cita requerida]
Es de suma importancia no confundir la timidez con trastornos más serios como los trastornos del espectro autista, aunque tengan algunas características similares.

### Terapia cognitivo-conductual
La Terapia cognitivo-conductual ha probado ser efectiva, pues combina la modificación de creencias o cogniciones y la modificación dirigida a ciertas conductas. Técnicas derivadas de la Terapia Cognitiva de Beck, la Terapia Racional Emotivo-conductual de Ellis, y la Terapia de Aceptación y Compromiso, utilizan métodos entre los que destacan: [cita requerida]
- Desensibilización sistemática.
- Entrenamiento en relajación.
- Ensayo de conductas.
- Exposición forzada.
- Intención paradójica.

### Terapia de programación neurolingüística
La programación neurolingüística por su parte, propugna un cambio en el lenguaje, evitando generalizaciones, omisiones y distorsiones. Trabaja con el modelaje de estados de éxito y excelencia, lo cual significa encontrar en la memoria del sujeto tímido, momentos en los que utilizó recursos de expresión adecuados, y generalizarlos a otras situaciones. También se sirve la PNL de la reconstrucción de la historia personal, el reencuadre, el anclaje y la modificación de submodalidades en la mente del sujeto, no sin antes considerar si su sistema de representación es preferentemente visual, auditivo o kinestésico. [cita requerida]

### Terapia breve
Algo similar hacen los terapeutas de la terapia breve, quienes buscan los momentos de excepción en que la persona tuvo éxito, detectan las pautas que funcionaron y acrecientan dichos momentos hasta hacerlos dominantes en la vida normal del sujeto.[cita requerida]

### Entrenamiento de habilidad social
El entrenamiento en asertividad y habilidades sociales es muy útil, especialmente cuando el consultante tiene total convicción en que desea superar las tendencias pasivas e inhibidas de la timidez y adentrarse en nuevos estilos más productivos, aunque para ello deba pasar por retos difíciles durante un tiempo. En especial cuando ya pasó mucho tiempo. [cita requerida]

### Timidez infantil

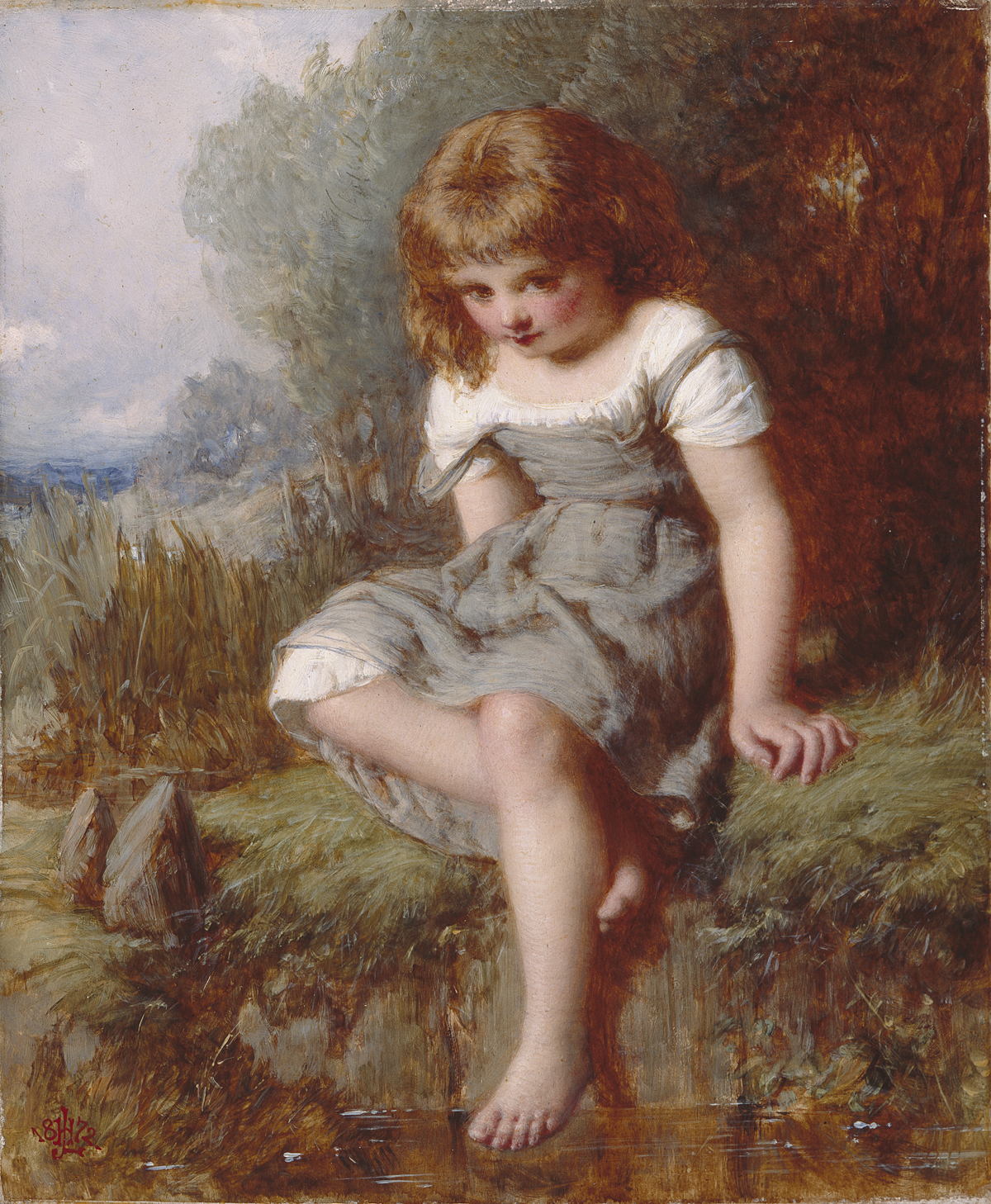
The timid bather, de Henry Lejeune.
1872

Tradicionalmente, la timidez, no ha sido objeto de grandes estudios sistemáticos ni ha merecido atención especial dentro de la psicología clínica. Podemos alegar diversos motivos. El principal, sin duda, es que el niño tímido suele ser una persona tranquila, callada, temerosa, que evita las interacciones sociales y que pese a que puede llamar la atención de sus padres, maestros y educadores, no suele identificarse como una persona que cause problemas y por tanto tampoco susceptible de necesitar ayuda profesional.
Suele suceder en muchos casos que estos niños pueden estar recibiendo un estilo de crianza autoritario y sumamente estricto y quizá en ello radique la causa de su timidez.